# 세계의 포유류 종
《윌슨과 리더의 세계의 포유류 종》(영어: Wilson & Reeder's Mammal Species of the World, MSW3)는 3판으로 출판된 동물학에서 알려진 모든 포유류를 설명하는 표준서이다. 3판은 2005년 말에 처음 업데이트했다.
워싱턴 D.C. 국립 자연사 박물관의 홈페이지에는 현재 분류 체계를 포함한 정보를 볼 수 있는 홈페이지를 운영 중이다.
4판은 현재 국제적으로 여러 저자가 엮는 중이며 디앤 M. 리더(DeeAnn M. Reeder)와 크리스토퍼 M. 헬겐(Kristofer M. Helgen)이 편찬하고 있다.